# Дарија Пчелник
Дарија Пчелник (блр. Дар'я Пчэльнік; Гродно, 26. децембар 1975) је белоруска атлетичарка, специјалиста за бацање кладива. Њен лични рекорд износи 76,33 метра, постигнут 29. јун 2008. у Минску.
На свом првом великом такмичењу Светском првенству у атлетици у Хелсинкију 2005 заузела је тек 29. место у квалификацијама. 2008 је поправила свој лични рекорд из претходне године за више од пет метара до 76,33 метара. На Олимпијским играма у Пекингу била је четврта са 73,65 метара. Учествовала је и на Светском првенству у Берлину 2009. и Европском првенству у Барселони 2010, али без
већег успеха.
Дарја Пчелник је висока 1,86 m, а тешка 91 kg.

## Резултати на значајнијим такмичењима
| Година | Такмичење            | Место            | Резултат | Дисцилина |
| ------ | -------------------- | ---------------- | -------- | --------- |
| 2005   | Светско првенство    | Хелсинки, Финска | 15       | 65,54     |
| 2007   | Универзијада         | Бангкок, Тајланд | 1        | 68,74     |
| 2008   | Олимпијске игре      | Пекинг, Кина     | 4        | 73,65     |
| 2009   | Светско првенство    | Берлин, Немачка  | 15       | 69,30     |
| 2009   | ИААФ Гран при финале | Солун, Грчка     | 5        | 69,00     |

## Спољашпње везе
- Профил на ИААФ
- Дарија Пчелник на сајту Sports-Reference.com (архивирано)